# Починок (Сиземский сельсовет)
Починок — деревня в Шекснинском районе Вологодской области.
Входит в состав сельского поселения Сиземского, с точки зрения административно-территориального деления — в Сиземский сельсовет.
Расстояние до районного центра Шексны по автодороге — 37,1 км, до центра муниципального образования Чаромского по прямой — 14 км. Ближайшие населённые пункты — Павловское, Поповское, Сыромяткино, Соловарка, Артемьево, Давыдково.
По переписи 2002 года население — 8 человек.
В деревне Починок находится источник Пантелеймона исцелителя.